# Olivia van Rooijen
Olivia van Rooijen (Ámsterdam, 29 de octubre de 1988) es una deportista neerlandesa que compite en remo.
Ganó cuatro medallas en el Campeonato Mundial de Remo entre los años 2011 y 2019, y siete medallas en el Campeonato Europeo de Remo entre los años 2015 y 2021.
Participó en dos Juegos Olímpicos de Verano, ocupando el sexto lugar en Río de Janeiro 2016 (ocho con timonel) y el sexto en Tokio 2020 (cuatro scull).

## Palmarés internacional
| Campeonato Mundial | Campeonato Mundial        | Campeonato Mundial | Campeonato Mundial |
| Año                | Lugar                     | Medalla            | Prueba             |
| ------------------ | ------------------------- | ------------------ | ------------------ |
| 2011               | Bled (Eslovenia)          | Medalla de bronce  | Cuatro sin timonel |
| 2017               | Sarasota (Estados Unidos) | Medalla de oro     | Cuatro scull       |
| 2018               | Plovdiv (Bulgaria)        | Medalla de bronce  | Cuatro scull       |
| 2019               | Ottensheim (Austria)      | Medalla de bronce  | Cuatro scull       |
| Campeonato Europeo |                           |                    |                    |
| Año                | Lugar                     | Medalla            | Prueba             |
| 2015               | Poznań (Polonia)          | Medalla de plata   | Dos sin timonel    |
| 2016               | Brandeburgo (Alemania)    | Medalla de plata   | Ocho con timonel   |
| 2017               | Račice (República Checa)  | Medalla de plata   | Cuatro scull       |
| 2018               | Glasgow (Reino Unido)     | Medalla de bronce  | Cuatro scull       |
| 2019               | Lucerna (Suiza)           | Medalla de plata   | Cuatro scull       |
| 2020               | Poznań (Polonia)          | Medalla de oro     | Cuatro scull       |
| 2021               | Varese (Italia)           | Medalla de oro     | Cuatro scull       |